# Aoni Production
Aoni Production (青二プロダクション, Aoni Purodakushon) est une société japonaise représentant un grand nombre de seiyū.

## Seiyū

### Actuels
- Mai Aizawa
- Takeshi Aono
- Masumi Asano
- Tomohisa Asō
- Moyu Arishima
- Ai Bandō
- Nobutoshi Canna
- Hisao Egawa
- Hiroko Emori
- Miyako Endo
- Toshio Furukawa
- Tōru Furuya
- Banjō Ginga
- Daisuke Gōri
- Junko Hagimori
- Aya Hara
- Koji Harimaki
- Aiko Hibi
- Masato Hirano
- Ryo Hirohashi
- Masashi Hironaka
- Aya Hisakawa
- Hideyuki Hori
- Yukitoshi Hori
- Mitsuko Horie
- Chigusa Ikeda
- Michihiro Ikemizu
- Kazue Ikura
- Naoki Imamura
- Tetsu Inada
- Fumiko Inoue
- Makio Inoue
- Hideo Ishikawa
- Shino Kakinuma
- Kozue Kamada
- Hiroshi Kamiya
- Akemi Kanda
- Tomoko Kaneda
- Yui Kano
- Rumi Kasahara
- Yuta Kasuya
- Machiko Kawana
- Yoko Kawanami
- Yasuhiko Kawazu
- Mami Kingetsu
- Atsushi Kisaichi
- Yukimasa Kishino
- Yonehiko Kitagawa
- Haruko Kitahama
- Michitaka Kobayashi
- Rika Komatsu
- Yuka Komatsu
- Hiromi Konno
- Mariko Koda
- Yoshiyuki Kono
- Mami Koyama
- Yuka Koyama
- Takeshi Kusao
- Hōko Kuwashima
- Yūji Machi
- Miki Machii
- Ai Maeda
- Sayaka Maeda
- Yukiko Mannaka
- Yuki Makishima
- Tomoko Maruo
- Mami Matsui
- Taiki Matsuno
- Minori Matsushima
- Yasunori Masutani
- Eiko Masuyama
- Hikaru Midorikawa
- Yūko Minaguchi
- Akemi Misaki
- Yūko Mita
- Hiroaki Miura
- Katsue Miwa
- Masakazu Morita
- Kazuya Nakai
- Ryohei Nakao
- Ichirō Nagai
- Yuko Nagashima
- Chisato Nakajima
- Naoko Nakamura
- Taeko Nakanishi
- Sara Nakayama
- Keiichi Nanba
- Kumiko Nishihara
- Hiromi Nishikawa
- Tamotsu Nishiwaki
- Keiichi Noda
- Kenji Nojima
- Ai Nonaka
- Yūsuke Numata
- Mahito Ōba
- Makiko Ōmoto
- Shinichirō Ōta
- Chikao Ōtsuka
- Ryōtarō Okiayu
- Masaya Onosaka
- Kimiko Saitō
- Osamu Saka
- Daisuke Sakaguchi
- Akemi Satō
- Chie Satō
- Masaharu Satō
- Yuki Satō
- Shinobu Satōchi
- Akiko Sekine
- Hidekatsu Shibata
- Yuka Shioyama
- Bin Shimada
- Junko Shimakata
- Nobunaga Shimazaki
- Naomi Shindō
- Kōzō Shioya
- Ryōko Shiraishi
- Umeka Shoji
- Hisayoshi Suganuma
- Kazuko Sugiyama
- Yūko Sumitomo
- Mariko Suzuki
- Sanae Takagi
- Yasuhiro Takato
- Yugo Takahashi
- Masaya Takatsuka
- Eiji Takemoto
- Mayumi Tanaka
- Hideyuki Tanaka
- Kazunari Tanaka
- Ryōichi Hattori
- Isamu Tanonaka
- Kanako Tateno
- Naoki Tatsuta
- Yoko Teppozuka
- Kyoko Terase
- Michie Tomizawa
- Kyoko Tongu
- Yumi Tōma
- Machiko Toyoshima
- Akiko Tsuboi
- Noriko Uemura
- Megumi Urawa
- Emi Uwagawa
- Misa Watanabe
- Naoko Watanabe
- Takehiko Watanabe
- Kōji Yada
- Nana Yamaguchi
- Keiichiro Yamamoto
- Keiko Yamamoto
- Yuriko Yamamoto
- Wakana Yamazaki
- Michiyo Yanagisawa
- Hisayo Yanai
- Jōji Yanami
- Miwa Yasuda
- Chizu Yonemoto
- Natsuki Yoshihara
- Mari Yoshikura
- Takahiro Yoshimizu
- Hinako Yoshino

### Anciens
- Mari Adachi
- Kazumi Amemiya
- Masashi Amenomori
- Yoshiko Asai
- Kinpei Azusa
- Haru Endo
- Toshiko Fujita
- Jun Fukuyama
- Ayumi Furuyama
- Keiko Han
- Eriko Hara
- Sho Hayami
- Eiko Hisamura
- Ryo Horikawa
- Kazuhiko Inoue
- Akira Kamiya
- Yoshio Kaneuchi
- Eiji Kanie
- Iemasa Kayumi
- Chiyoko Kawashima
- Takaya Kuroda
- Kaneta Kimotsuki
- Konomi Maeda
- Satomi Majima
- Ginzo Matsuo
- Yuji Mitsuya
- Kōhei Miyauchi
- Katsuji Mori
- Nao Nagasawa
- Shiho Niiyama
- Yuka Nishiguchi
- Junko Noda
- Michiko Nomura
- Masako Nozawa
- Michiko Oda
- Kenichi Ogata
- Megumi Ogata
- Shinji Ogawa
- Akimasa Omori
- Marina Ono
- Asami Okamoto
- Nami Okamoto
- Daisuke Ono
- Chie Sawaguchi
- Yumiko Shibata
- Shunsuke Shima
- Mari Shimizu
- Fuyumi Shiraishi
- Yoku Shioya
- Kaneto Shiozawa
- Mayumi Shō
- Kazuyuki Sogabe
- Tomiko Suzuki
- Urarako Suzuki
- Ao Takahashi
- Chiaki Takahashi
- Kazumi Tanaka
- Sakura Tange
- Keiko Toda
- Munehiro Tokita
- Kosei Tomita
- Kei Tomiyama
- Akane Tomonaga
- Koji Totani
- Noriko Tsukase
- Hiromi Tsuru
- Fushigi Yamada
- Natsumi Yanase
- Yūsaku Yara
- Chisa Yokoyama
- Rihoko Yoshida